# Niederdorf (Bazylea-Okręg)
Niederdorf – gmina (niem. Einwohnergemeinde) w północnej Szwajcarii, w kantonie Bazylea-Okręg, w okręgu Waldenburg. 31 grudnia 2020 roku liczyła 413 mieszkańców. Przez teren gminy droga główna nr 12.   